# Chrysler 200
Der Chrysler 200 ist ein Mittelklasse-PKW von Chrysler, das zwischen 2010 und 2016 in zwei Generationen gebaut wurde.
In Europa wurde das Fahrzeug nur als Cabriolet mit Stoffdach mittels Badge-Engineering von 2011 bis 2014 als Lancia Flavia angeboten.

## 200 (JS, 2010–2014)

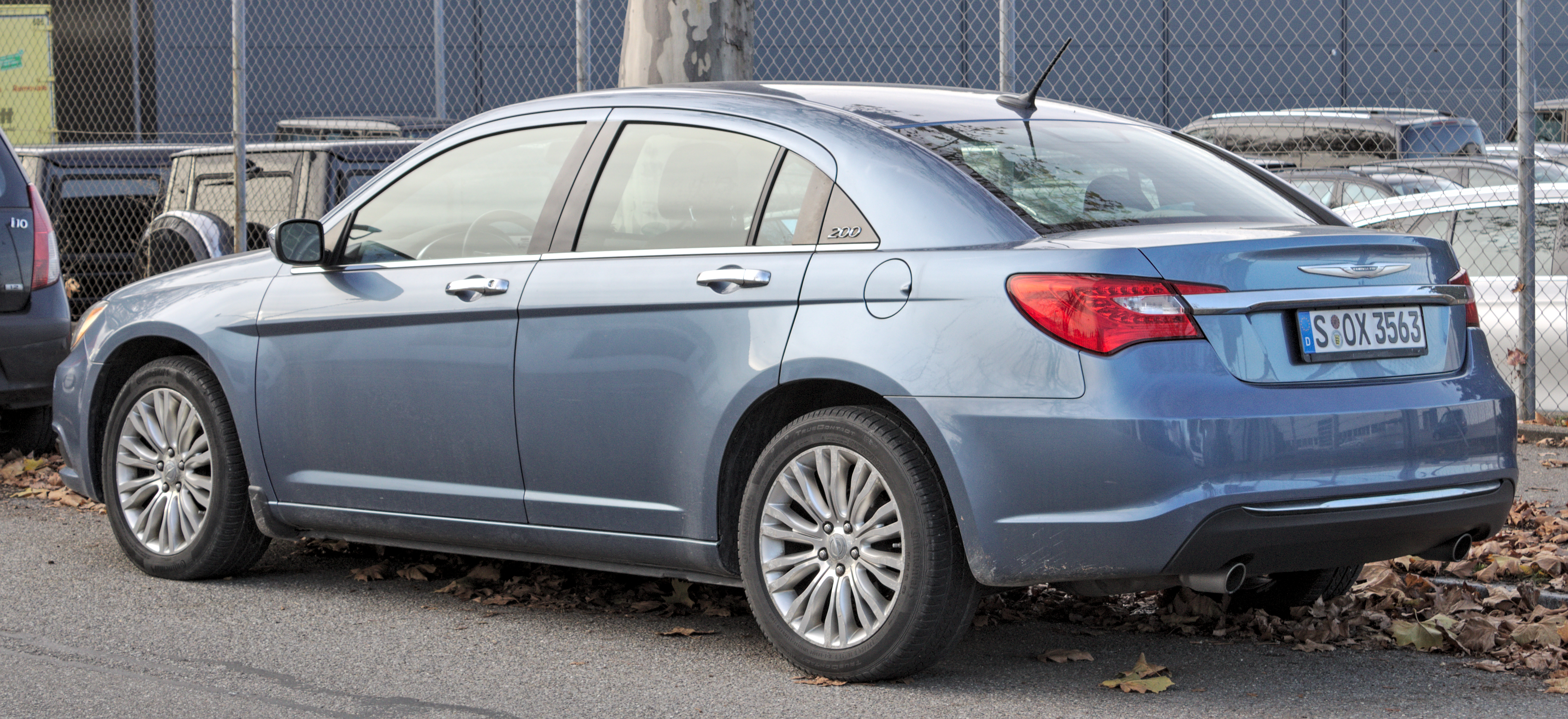
Heckansicht

Der Chrysler 200 (interne Typbezeichnung JS) ist in seiner ersten Generation die Faceliftversion des Chrysler Sebring auf der JS-Plattform bei der neben dem Verkaufsnamen äußerlich nur die Front- und Heckpartie überarbeitet wurde. Es wurde am 12. Oktober 2010 vorgestellt und formal erstmals auf der LA Auto Show 2010 öffentlich gezeigt. Anfang 2009 stellte Chrysler mit dem Chrysler 200C EV ein Konzeptfahrzeug vor, das dem Serien-200 nur im Namen ähnelt.
Beim 200 wurde gegenüber dem Sebring jedoch die Technik umfangreich überarbeitet, so dass er sich laut Aussage des Herstellers dynamischer fahren lässt.

### Lancia Flavia 2011–2014
Als Lancia Flavia wurde das Fahrzeug im Frühjahr 2011 auf dem Genfer Auto-Salon noch als Studie in Limousinenform präsentiert und zuvor von Sergio Marchionne noch in beiden Karosserievarianten angekündigt, auf der IAA im September 2011 erfolgte die erste Vorstellung der Serienversion des Cabriolets und auf dem Genfer Auto-Salon 2012 das definitive Serienmodell des Cabriolets.
Ab Mitte 2012 wurde der Wagen nur mit Vollausstattung angeboten, die unter anderem Leichtmetallräder sowie eine Lederausstattung enthielt. Wenngleich es sich um das erste Fahrzeug handelt, das wahlweise mit Stoff- oder Stahl-Klappdach erhältlich war, wurde für Europa auf das Stahldach verzichtet, da es hier in der Tradition klassischer Lancia-Cabriolets stehen sollte.
Im Herbst 2014 endete der Verkauf des Flavia, da sich die Marke Lancia von diversen europäischen Märkten zurückzog.

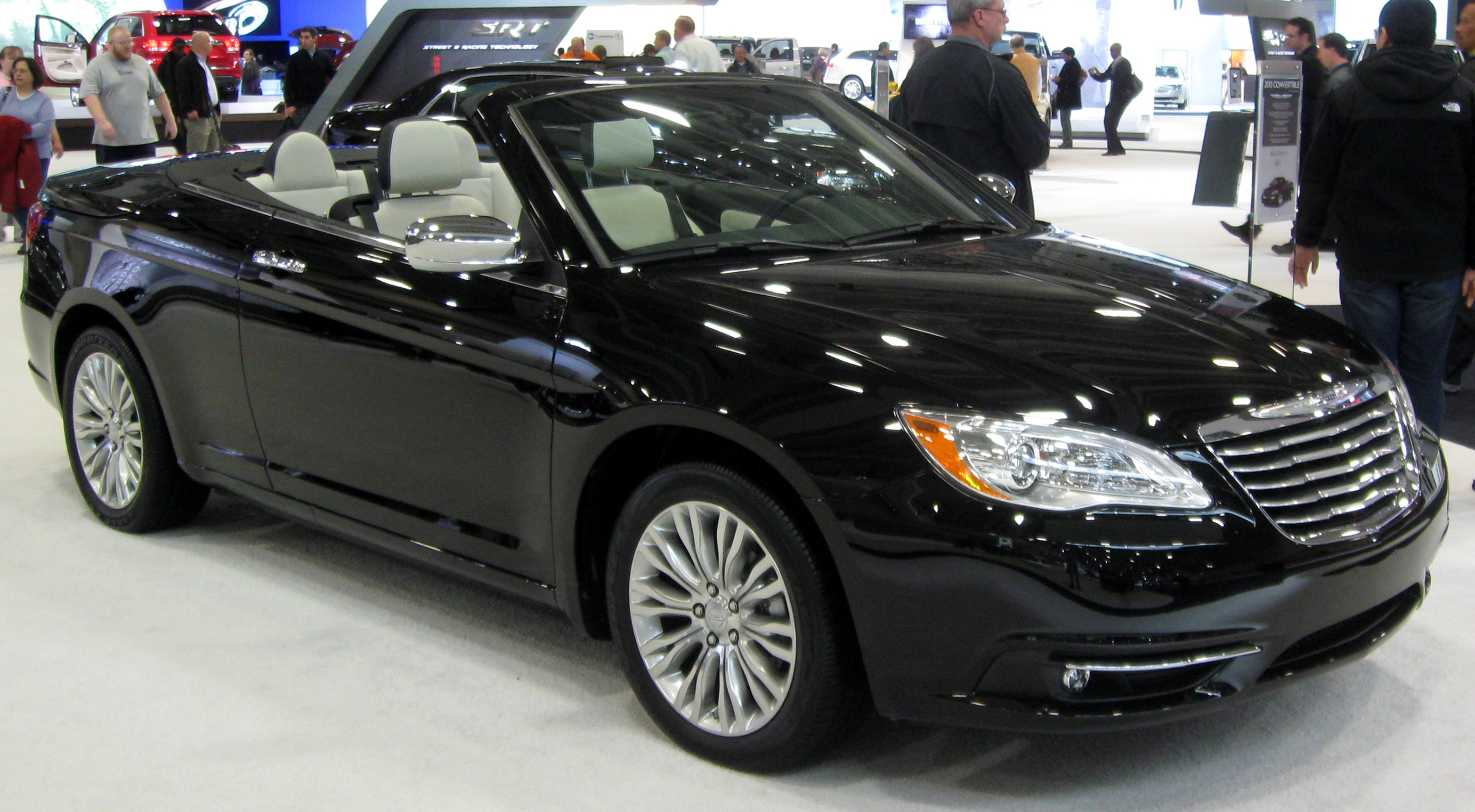
Chrysler 200 Cabriolet (2011–2014)
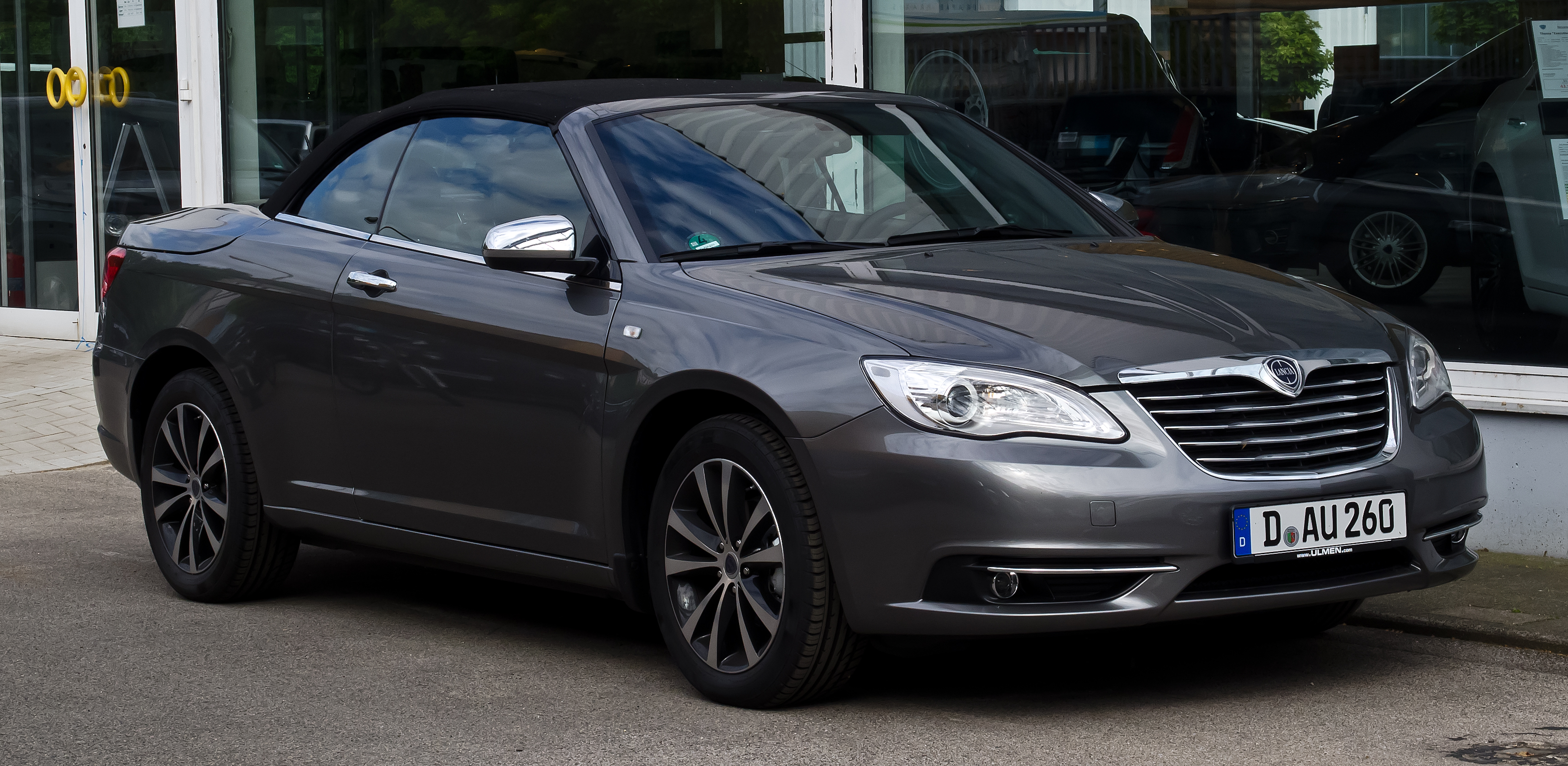
Lancia Flavia (2012–2014)
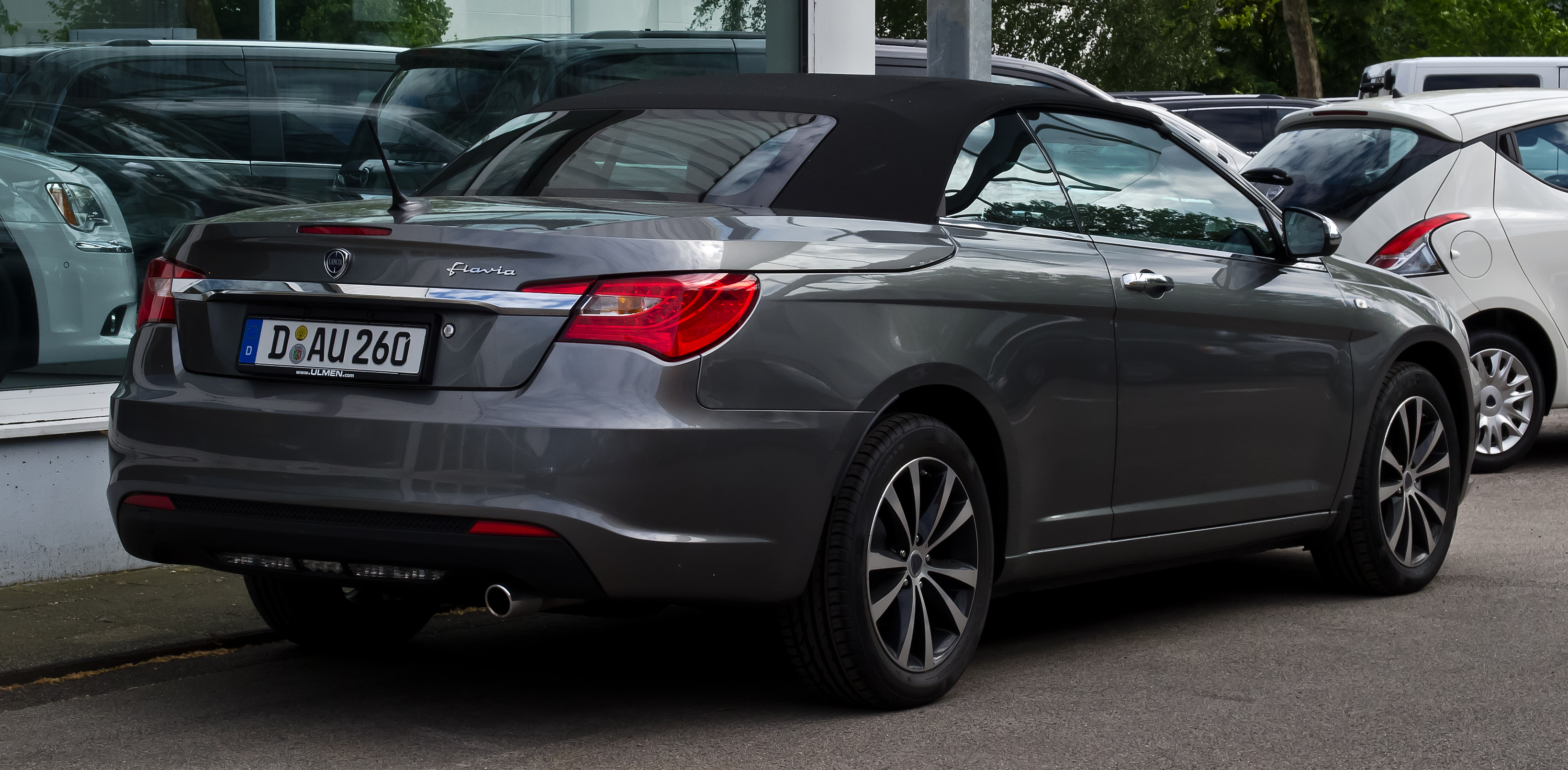
Heckansicht

#### Zulassungszahlen
Zwischen 2012 und 2015 wurden in der Bundesrepublik Deutschland 215 Cabriolets von Lancia neu zugelassen. Während das Kraftfahrt-Bundesamt in 2012 und 2013 speziell Zulassungszahlen für die Flavia-Baureihe auswies, wurden die Cabriolets in 2014 und 2015 unter „Lancia - Sonstige“ geführt.
|  |

|  |

|  |

|  |

|  |

|  |

|  |

|  |

|  |

|  |

|  |

|  |

|  |

|  |

|  |

|  |

|  |

|  |

|  |

|  |

|  |

|  |

|  |

|  |

|  |

|  |

|  |

|  |

|  |

|  |

|  |

|  |

|  |

|  |

|  |

|  |

|  |

|  |

|  |

|  |

|  |

|  |

|  |

|  |

|  |

|  |

|  |

|  |

|  |

|  |

|  |

|  |

|  |

|  |

|  |

|  |

|  |

|  |

|  |

|  |

|  |

|  |

|  |

|  |

|  | Cabrio (215) |

|  | Cabrio (215) |

### Technische Daten
| Modell                                      | 2.4                                                   | 3.6 V6                     |
| ------------------------------------------- | ----------------------------------------------------- | -------------------------- |
| Markt                                       | USA und EU                                            | nur USA                    |
| Motorbauart                                 | R4                                                    | V6                         |
| Hubraum in cm³                              | 2360                                                  | 3604                       |
| Getriebe                                    | 4-Stufen-Automatikgetriebe 6-Stufen-Automatikgetriebe | 6-Stufen-Automatikgetriebe |
| max. Leistung in kW (PS) bei min−1          | 125 (170) bei 6000                                    | 211 (287) bei 6400         |
| max. Drehmoment in Nm bei min−1             | 220 bei 4500                                          | 353 bei 4400               |
| Höchstgeschwindigkeit in km/h               | 195                                                   | 246                        |
| Beschleunigung, 0–100 km/h in s             | 10,8                                                  | 7,1                        |
| Kraftstoffverbrauch, kombiniert in l/100 km | 9,4                                                   | 10,7                       |
| CO2-Emissionen, kombiniert in g/km          | 221                                                   | 240                        |
| Tankinhalt in l                             | 64                                                    | 64                         |

### Trivia
Zum Super Bowl 2011 schaltete Chrysler einen Werbespot mit dem Rapper Eminem zum Chrysler 200; dieser hatte eine Länge von zwei Minuten und war damit der „Zwei-Minuten-Werbespot“ mit den meisten Zuschauern in der Geschichte des Fernsehens.

## 200 (UF, 2014–2016)

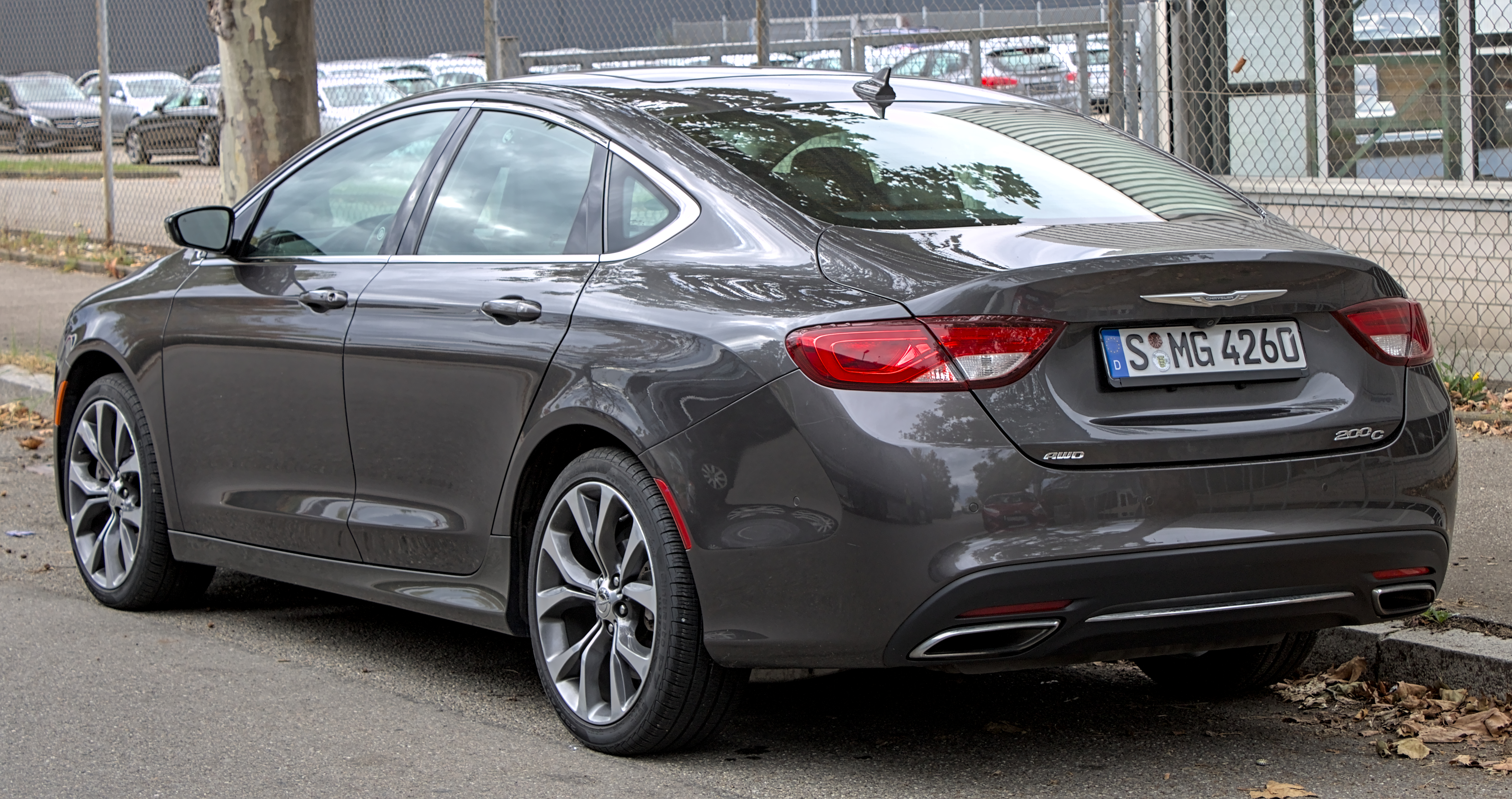
Heckansicht

Im Frühjahr 2014 wurde die zweite Generation des 200 (interne Typbezeichnung UF), die auf einer modifizierten Fiat-Plattform basiert, auf der North American International Auto Show (NAIAS) formal erstmals vorgestellt. Nachdem die Produktion der Cabriolet-Version eingestellt worden war, wurde der 200 nur noch als Limousine angeboten. Der Basispreis betrug in den USA 21.995 USD (Stand: Februar 2016). Am 2. Dezember 2016 stellte Chrysler die Produktion des 200 ersatzlos ein.

### Technik
Der 200 wurde von Chrysler wahlweise mit einem 2,4 Liter großen GEMA-Vierzylindermotor mit einer maximalen Leistung von 184 hp (137 kW), namens „2.4L Tigershark MultiAir II“ oder einem neu entwickelten 3,6-Liter-V6-Motor mit einer maximalen Leistung von 295 hp (220 kW) aus der „Pentastar“-Motorenfamilie angeboten. Erstmals in einem Chrysler 200 gab es auch die Möglichkeit, einen Allradantrieb zu bestellen, der aber nur in Verbindung mit dem 3,6-Liter-Motor und nur in den Ausstattungslinien „S“ und „Limited“ erhältlich war. Als Getriebe steht nunmehr ein Neunstufen-Automatikgetriebe von ZF zur Verfügung. Ein Schaltgetriebe gibt es nicht, ebenso wurde kein Dieselmotor angeboten.
Der 200 teilt sich eine überarbeitete C-Plattform (CUSW-Plattform, anfangs auch als D-Evo bezeichnet) von FCA Fiat Chrysler mit seinen Konzerngeschwistern Alfa Romeo Giulietta, Dodge Dart und Jeep Cherokee.

### Ausstattung
Der Innenraum des 200 wurde mit hochwertigeren Materialien als im Vorgängermodell neu gestaltet.
Er ist optional mit Ausstattungen wie Totwinkelassistent, adaptiver Tempomat, Spurhalte-Assistent, Regensensor, „UConnect“-Infotainment-System, Xenonscheinwerfer und Einparkhilfe, womit er selbständig einparken kann, erhältlich. Ein Keyless-Go-System („Keyless Enter ’n Go“) ist Standard. Außerdem kann der Motor per Funkschlüssel aus bis zu 61 m Entfernung gestartet werden.

### Technische Daten
|                                            | 2.4                        | 3.6 Pentastar V6           |
| ------------------------------------------ | -------------------------- | -------------------------- |
| Bauzeitraum                                | 03/2014–12/2016            | 03/2014–12/2016            |
| Motorkenndaten                             |                            |                            |
| Motorart                                   | Ottomotor                  | Ottomotor                  |
| Motorbauart                                | R4                         | V6                         |
| Hubraum                                    | 2360 cm³                   | 3605 cm³                   |
| max. Leistung bei min−1                    | 137 kW (186 PS) / 6250     | 220 kW (299 PS) / 6350     |
| max. Drehmoment bei min−1                  | 234 Nm / 4600              | 355 Nm / 4250              |
| Kraftübertragung                           |                            |                            |
| Antrieb, serienmäßig                       | Vorderradantrieb           | Vorderradantrieb           |
| Antrieb, optional                          | (Allradantrieb)            | (Allradantrieb)            |
| Getriebe, serienmäßig                      | 9-Stufen-Automatikgetriebe | 9-Stufen-Automatikgetriebe |
| Messwerte                                  |                            |                            |
| Höchstgeschwindigkeit                      | 210 km/h (209 km/h)        | 210 km/h (209 km/h)        |
| Beschleunigung, 0–100 km/h                 | 8,9 s (9,0 s)              | 6,3 s (6,5 s)              |
| Kraftstoffverbrauch auf 100 km, kombiniert | 8,4 l Super (8,5 l Super)  | 9,5 l Super (9,7 l Super)  |
| Tankinhalt                                 | 60 l                       | 60 l                       |